# Wietse Bosmans
Wietse Bosmans (Brasschaat, 30 december 1991) is een Belgisch voormalig veldrijder.

## Carrière
Bosmans startte als topfavoriet op de beloftenwereldkampioenschappen van 2012 en 2013. Hij eindigde tweemaal op de tweede plaats, eerst achter Lars van der Haar, een jaar later achter Mike Teunissen.
Op 13 oktober 2014 maakte hij bekend dat bij hem de ziekte van Lyme was vastgesteld, wat zijn matige uitslagen bij de profs zou verklaren. Op 4 november van dat jaar maakte Bosmans zelf op Twitter bekend te zijn genezen. Anderhalve maand later bleek na onderzoek echter dat Bosmans nog steeds met de ziekte kampte, waardoor de Belg gedwongen werd een nieuwe rustperiode te nemen.
In 2020 werd hij tijdelijk geschorst omwille van afwijkende resultaten bij een dopingcontrole.

## Erelijst

### Elite
| Seizoen   | WK  | EK  | BK  | Overige                                        | Totaal aantal zeges |
| --------- | --- | --- | --- | ---------------------------------------------- | ------------------- |
| 2012-2013 | NVT | NVT | 9e  |                                                | 0                   |
| 2013-2014 | 10e | NVT | 7e  |                                                | 0                   |
| 2014-2015 | DNS | NVT | DNS |                                                | 0                   |
| 2015-2016 | DNS | DNS | DNS | Beijing, Hainan, Rochester I, Rochester II     | 4                   |
| 2016-2017 | DNS | DNS | DNF | Bensheim, Leudelange, Zonnebeke                | 3                   |
| 2017-2018 | DNS | DNS | 9e  | Igorre, Zonnebeke                              | 2                   |
| 2018-2019 | DNS | DNS | 9e  |                                                | 0                   |
| 2019-2020 | DNS | DNS | ↑*  | Täby, Stockholm, Košice, Gościęcin, Leudelange | 5                   |
| Totaal    | 0   | 0   | 0   | 11                                             | 11                  |

- (*) = Als elite zonder contract

### Jeugd
| Categorie | Seizoen   | Wereldbeker                                          | Superprestige          | DVV Trofee                   | WK  | EK  | BK | Overige | Totaal aantal zeges |
| --------- | --------- | ---------------------------------------------------- | ---------------------- | ---------------------------- | --- | --- | -- | ------- | ------------------- |
| Junioren  | 2007-2008 |                                                      |                        |                              | 36e | 33e | 6e |         | 0                   |
| Junioren  | 2008-2009 |                                                      | Hoogstraten            |                              | 4e  | 14e | ↑  |         | 2                   |
| Junioren  | Totaal    | 0                                                    | 1                      | 0                            | 0   | 0   | 1  | 0       | 2                   |
| Beloften  | 2009-2010 |                                                      |                        |                              |     |     | ↑  |         | 0                   |
| Beloften  | 2010-2011 | Zolder                                               |                        | Loenhout, Baal               | 6e  | 14e | ↑  |         | 3                   |
| Beloften  | 2011-2012 |                                                      | Ruddervoorde, Zonhoven | Loenhout, Lille, Oostmalle   | ↑   |     | ↑  |         | 6                   |
| Beloften  | 2012-2013 | Pilsen, Koksijde, Zolder, Hoogerheide eindklassement | Hoogstraten            | Hasselt, Baal eindklassement | ↑   |     |    |         | 7                   |
| Beloften  | Totaal    | 5                                                    | 3                      | 7                            | 0   | 0   | 1  | 0       | 16                  |

Aernouts · Albert · Bosmans · Cant · Denolf · Franzoi · Huenders · Jouffroy · Leemans · Petruš · Šimůnek · Van den Abeelde · van der Poel · Vanthourenhout · Vermeersch · Walsleben
Adams · Albert · Bosmans · Cant · Franzoi · Huenders · Jouffroy · Meisen · Šimůnek · van der Poel · Vanthourenhout · Vermeersch · Walsleben
Adams · Albert · Bosmans · Meisen · Petruš · Šimůnek · van der Poel · D.Vanthourenhout · M.Vanthourenhout · Vermeersch · Walsleben
Adams · Albert · Bosmans · Hoeyberghs · Jauregui · Meisen · Petruš · van der Poel · D.Vanthourenhout · M.Vanthourenhout · Vermeersch · Walsleben
Albert · Baestaens · Bosmans · Hoeyberghs · Petruš · Ťoupalík · D. van der Poel · M. van der Poel · Walsleben · Wouters
Baestaens · Boroš · Bosmans · Caluwé · Hoeyberghs · Petruš · Ťoupalík · D. van der Poel · M. van der Poel · Walsleben · Wouters
Bosmans · Cant · Kielich · Merlier · Smets · Sweeck · Van Tichelt · Wouters